# CAF Confederation Cup 2016
De CAF Confederation Cup 2016 (Frans: Coupe de la confédération de la CAF 2016) was de 13e editie van de CAF Confederation Cup, een jaarlijks voetbaltoernooi voor clubs uit Afrika, georganiseerd door de Afrikaanse voetbalbond (CAF). Étoile Sportive du Sahel was de titelverdediger, maar had zich reeds geplaatst voor de CAF Champions League. Zij konden hun titel alleen verdedigen als ze in de Champions League werden uitgeschakeld in de tweede kwalificatieronde. Uiteindelijk won TP Mazembe het toernooi en plaatste zich daarmee voor de CAF Supercup 2017.

## Algemene info

### Deelnemers per land
In totaal namen 51 teams uit 39 landen deel aan de voorrondes van de CAF Confederation Cup. De CAF-ranglijst (CAF 5-Year-Ranking) bepaalde het aantal deelnemers dat een land mag afvaardigen. Dit gebeurde op de volgende manier:
- Van de top-12 kwalificeerden zich twee teams.
- Van de overige landen kwalificeerde zich één team.
- De winnaar van de vorige editie, de titelhouder, kwalificeerde zich automatisch. Indien zij zich al hadden geplaatst, of meedoen aan de Champions League, kwam dit ticket te vervallen.

Hiernaast plaatsten er nog acht verliezers uit de Champions League zich voor de play-offronde. Hierdoor kon het aantal deelnemende landen oplopen naar 43.
Er konden maximaal 69 teams uit 56 landen meedoen, maar zeventien landen hadden geen deelnemer ingeschreven en de titelverdediger had zich al geplaatst voor de Champions League.
De CAF-ranglijst voor 2016 was als volgt:
| Nr. | Land        | Punten | Teams |
| --- | ----------- | ------ | ----- |
| 1   | Tunesië     | 105    | 2     |
| 2   | Egypte      | 81     | 2     |
| 3   | D.R. Congo  | 63     | 2     |
| 4   | Algerije    | 44     | 2     |
| 5   | Soedan      | 33     | 2     |
| 6   | Ivoorkust   | 30     | 2     |
| 7   | Marokko     | 29     | 2     |
| 8   | Rep. Congo  | 26     | 2     |
| 8   | Kameroen    | 26     | 2     |
| 8   | Mali        | 26     | 2     |
| 11  | Nigeria     | 22     | 2     |
| 12  | Zuid-Afrika | 16     | 2     |
| 13  | Angola      | 11     | 1     |
| 14  | Libië       | 7      | 1     |
| 15  | Ghana       | 6      | 1     |
| 15  | Zambia      | 6      | 1     |
| 17  | Ethiopië    | 4      | 1     |
| 18  | Niger       | 1      | 1     |
| 18  | Zimbabwe    | 1      | 1     |

### Data
De loting voor de eerste drie kwalificatierondes vond plaats in Dakar, Senegal.
| Fase          | Ronde          | Datum loting     | Heenwedstrijd        | Terugwedstrijd       |
| ------------- | -------------- | ---------------- | -------------------- | -------------------- |
| Kwalificaties | Voorronde      | 11 december 2015 | 12-14 februari 2016  | 26-28 februari 2016  |
| Kwalificaties | Eerste ronde   | 11 december 2015 | 11-13 maart 2016     | 18-20 maart 2016     |
| Kwalificaties | Tweede ronde   | 11 december 2015 | 8-10 april 2016      | 19-20 april 2016     |
| Kwalificaties | Play-offronde  | 21 april 2016    | 6-8 mei 2016         | 17-18 mei 2016       |
| Groepsfase    | Wedstrijddag 1 | N.n.b.           | 17-19 juni 2016      | 17-19 juni 2016      |
| Groepsfase    | Wedstrijddag 2 | N.n.b.           | 28-29 juni 2016      | 28-29 juni 2016      |
| Groepsfase    | Wedstrijddag 3 | N.n.b.           | 15-17 juli 2016      | 15-17 juli 2016      |
| Groepsfase    | Wedstrijddag 4 | N.n.b.           | 26-27 juli 2016      | 26-27 juli 2016      |
| Groepsfase    | Wedstrijddag 5 | N.n.b.           | 12-14 augustus 2016  | 12-14 augustus 2016  |
| Groepsfase    | Wedstrijddag 6 | N.n.b.           | 23-24 augustus 2016  | 23-24 augustus 2016  |
| Knock-outfase | Halve finale   | N.n.b.           | 16-18 september 2016 | 23-25 september 2016 |
| Knock-outfase | Finale         | N.n.b.           | 28-30 oktober 2016   | 4-6 november 2016    |

## Teams
Onderstaande tabel geeft alle deelnemers aan deze editie weer, toont in welke ronde de club van start gaat of ging en op welke manier ze zich hebben geplaatst. Acht teams plaatsten zich voor de play-offronde als verliezers van de tweede ronde van de Champions League. Van de overige deelnemers plaatsten dertien teams zich automatisch voor de eerste ronde. Dit waren de teams met het hoogste CAF-coëfficiënt. De score van het land waar het team vandaan kwam (op de CAF 5-Year Ranking) had geen invloed op dit coëfficiënt.
| Play-offronde (8+8)         | Play-offronde (8+8)                     | Play-offronde (8+8)             | Play-offronde (8+8)                     | Play-offronde (8+8) | Play-offronde (8+8) |
| --------------------------- | --------------------------------------- | ------------------------------- | --------------------------------------- | ------------------- | ------------------- |
|                             | Verliezer tweede ronde Champions League |                                 | Verliezer tweede ronde Champions League |                     |                     |
|                             | Verliezer tweede ronde Champions League |                                 | Verliezer tweede ronde Champions League |                     |                     |
|                             | Verliezer tweede ronde Champions League |                                 | Verliezer tweede ronde Champions League |                     |                     |
|                             | Verliezer tweede ronde Champions League |                                 | Verliezer tweede ronde Champions League |                     |                     |
| Eerste ronde (13+19)        |                                         |                                 |                                         |                     |                     |
| Espérance Sportive de Tunis | Nummer 3                                | Zanaco FC                       | Nummer 2                                |                     |                     |
| ENPPI Club                  | Nummer 3                                | CF Mounana                      | Bekerwinnaar                            |                     |                     |
| CS Don Bosco de Lubumbashi  | Nummer 3                                | AS Kaloum Star                  | Bekerwinnaar                            |                     |                     |
| CS Constantine              | Nummer 5                                | Barrack Young Controllers FC II | Bekerwinnaar                            |                     |                     |
| Al-Ahly Shendi Club         | Nummer 3                                | LDM Maputo                      | Bekerwinnaar                            |                     |                     |
| Fath Union Sport            | Bekerfinalist                           | Azam FC                         | Nummer 2                                |                     |                     |
| Medeama SC                  | Bekerwinnaar                            |                                 |                                         |                     |                     |
| Voorronde (38)              |                                         |                                 |                                         |                     |                     |
| Stade Gabésien              | Bekerfinalist                           | Al-Ittihad SCSC                 | Nummer 2 2013/14                        |                     |                     |
| Misr El-Makasa SC           | Nummer 4                                | Defence Force SC                | Bekerwinnaar                            |                     |                     |
| FC Saint Éloi Lupopo        | Bekerwinnaar                            | AS Sonidep                      | Bekerwinnaar                            |                     |                     |
| MC Oran                     | Nummer 3                                | Harare City FC                  | Bekerwinnaar                            |                     |                     |
| Al-Khartoum SC              | Nummer 4                                | Gaborone United SC              | Winnaar Top-8 Cup                       |                     |                     |
| SC Gagnoa                   | Nummer 3                                | USFA                            | Bekerwinnaar                            |                     |                     |
| Africa Sports d'Abidjan     | Bekerwinnaar                            | Atlético Olympic FC             | Bekerfinalist                           |                     |                     |
| Kawkab ACM                  | Nummer 3                                | Fomboni FC                      | Bekerwinnaar                            |                     |                     |
| New Star FC de Douala       | Nummer 3                                | Club Deportivo Mongomo          | Bekerwinnaar                            |                     |                     |
| UMS de Loum                 | Bekerwinnaar                            | Wallidan FC                     | Bekerwinnaar                            |                     |                     |
| Vita Club Mokanda           | Nummer 6 halverwege het seizoen         | Bandari FC                      | Bekerwinnaar                            |                     |                     |
| CSMD Diables Noirs          | Bekerwinnaar                            | AS Adema Analamanga             | Bekerfinalist                           |                     |                     |
| USFAS Bamako                | Nummer 3                                | Police FC                       | Bekerwinnaar                            |                     |                     |
| AS Bakaridjan de Barouéli   | Nummer 4                                | AS Génération Foot              | Bekerwinnaar                            |                     |                     |
| Nasarawa United FC          | Nummer 3                                | Light Stars FC                  | Bekerwinnaar                            |                     |                     |
| Akwa United FC              | Bekerwinnaar                            | Renaissance FC                  | Nummer 2                                |                     |                     |
| Bidvest Wits FC             | Nummer 3                                | Villa SC                        | Bekerwinnaar                            |                     |                     |
| Ajax Cape Town FC           | Bekerfinalist                           | JKU FC                          | Nummer 2                                |                     |                     |
| GD Sagrada Esperança        | Bekerfinalist                           | Atlabara FC                     | Kampioen                                |                     |                     |

## Kwalificaties

### Voorronde
In de voorronde speelden 38 teams een thuis- en uitwedstrijd voor negentien plaatsen in de eerste ronde. De wedstrijden werden gespeeld op 12-14 februari (heen) en op 27 februari, 28 februari en 5 maart (terug).
- MC Oran en JKU FC plaatsten zich automatisch voor de eerste ronde, nadat hun respectievelijke tegenstanders Wallidan FC en Gaborone United SC zich terugtrokken om financiële redenen.[18][19]

| Team 1                    | Tot.                       | Team 2                  | 1e wedstr. | 2e wedstr. |
| ------------------------- | -------------------------- | ----------------------- | ---------- | ---------- |
| Vita Club Mokanda         | 1 – 1 (6 – 5 n.s.)         | Akwa United FC          | 0 – 1      | 1 – 0      |
| Police FC                 | 4 – 3                      | Atlabara FC             | 3 – 1      | 1 – 2      |
| GD Sagrada Esperança      | 3 – 2                      | Ajax Cape Town FC       | 1 – 2      | 2 – 0      |
| SC Gagnoa                 | 2 – 0                      | USFAS Bamako            | 2 – 0      | 0 – 0      |
| Kawkab ACM                | 3 – 3 (5 – 4 n.s.)         | USFA                    | 3 – 0      | 0 – 3      |
| Light Stars FC            | 0 – 9                      | Bidvest Wits FC         | 0 – 3      | 0 – 6      |
| Renaissance FC            | 3 – 2                      | New Star FC de Douala   | 1 – 0      | 2 – 2      |
| Harare City FC            | 6 – 3                      | AS Adema Analamanga     | 3 – 2      | 3 – 1      |
| AS Bakaridjan de Barouéli | 2 – 2 (4 – 3 n.s.)         | Stade Gabésien          | 1 – 1      | 1 – 1      |
| Nasarawa United FC        | 2 – 1                      | AS Génération Foot      | 2 – 1      | 0 – 0      |
| Defence Force SC          | 1 – 6                      | Misr El-Makasa SC       | 1 – 3      | 0 – 3      |
| FC Saint Éloi Lupopo      | 3 – 1                      | Bandari FC              | 2 – 0      | 1 – 1      |
| Al Ittihad SCSC           | 5 – 4                      | AS Sonidep              | 4 – 1      | 1 – 3      |
| UMS de Loum               | 0 – 0 (2 – 4 n.s.) w/o; DQ | Club Deportivo Mongomo  | 0 – 0      | 0 – 0      |
| Al-Khartoum SC            | 0 – 2                      | Villa SC                | 0 – 1      | 0 – 1      |
| Fomboni FC                | 1 – 2                      | Atlético Olympic FC     | 1 – 0      | 0 – 2      |
| CSMD Diables Noirs        | 2 – 4                      | Africa Sports d'Abidjan | 1 – 2      | 1 – 2      |

### Eerste ronde
In de eerste ronde speelden de negentien winnaars van de voorronde, plus dertien teams die in deze ronde instroomden, voor zestien plaatsen in de tweede ronde. De wedstrijden werden gespeeld op 11-13 maart (heen) en op 18-20 maart (terug).
| Team 1                  | Tot.      | Team 2                          | 1e wedstr. | 2e wedstr. |
| ----------------------- | --------- | ------------------------------- | ---------- | ---------- |
| Vita Club Mokanda       | 1 – 0     | Police FC                       | 0 – 0      | 1 – 0      |
| GD Sagrada Esperança    | 2 – 1     | LDM Maputo                      | 1 – 0      | 1 – 1      |
| MC Oran                 | 4 – 2     | SC Gagnoa                       | 2 – 0      | 2 – 2      |
| Kawkab ACM              | 3 – 2     | Barrack Young Controllers FC II | 3 – 0      | 0 – 2      |
| Bidvest Wits FC         | 3 – 7     | Azam FC                         | 0 – 3      | 3 – 4      |
| Renaissance FC          | 0 – 7     | Espérance Sportive de Tunis     | 0 – 2      | 0 – 5      |
| Harare City FC          | 2 – 5     | Zanaco FC                       | 1 – 2      | 1 – 3      |
| Stade Gabésien          | 2 – 1     | AS Kaloum Star                  | 2 – 1      | 0 – 0      |
| Nasarawa United FC      | 2 – 4     | CS Constantine                  | 1 – 0      | 1 – 4      |
| Misr El-Makasa SC       | 3 – 2     | CS Don Bosco de Lubumbashi      | 3 – 1      | 0 – 1      |
| FC Saint Éloi Lupopo    | 2 – 2 (u) | Al-Ahly Shendi Club             | 2 – 1      | 0 – 1      |
| Al Ittihad Tripoli      | 1 – 2     | Medeama SC                      | 1 – 0      | 0 – 2      |
| UMS De Loum             | 2 – 3     | Fath Union Sport                | 1 – 1      | 1 – 2      |
| Villa SC                | 5 – 0     | JKU FC                          | 4 – 0      | 1 – 0      |
| Atlético Olympic FC     | 0 – 5     | CF Mounana                      | 0 – 2      | 0 – 3      |
| Africa Sports d'Abidjan | 1 – 6     | ENPPI Club                      | 0 – 2      | 1 – 4      |

### Tweede ronde
In de tweede ronde speelden de zestien winnaars van de eerste ronde voor acht plaatsen in de play-offronde. De wedstrijden werden gespeeld op 8-10 april (heen) en op 19-20 april (terug).
| Team 1            | Tot.               | Team 2                      | 1e wedstr. | 2e wedstr. |
| ----------------- | ------------------ | --------------------------- | ---------- | ---------- |
| Vita Club Mokanda | 1 – 4              | GD Sagrada Esperança        | 1 – 2      | 0 – 2      |
| MC Oran           | 0 – 1              | Kawkab ACM                  | 0 – 0      | 0 – 1      |
| Azam FC           | 2 – 4              | Espérance Sportive de Tunis | 2 – 1      | 0 – 3      |
| Zanaco FC         | 1 – 4              | Stade Gabésien              | 1 – 1      | 0 – 3      |
| CS Constantine    | 2 – 3              | Misr El-Makasa              | 1 – 0      | 1 – 3      |
| Al-Ahly Shendi    | 0 – 2              | Medeama SC                  | 0 – 0      | 0 – 2      |
| Fath Union Sport  | 7 – 1              | Villa SC                    | 7 – 0      | 0 – 1      |
| CF Mounana        | 2 – 2 (5 – 4 n.s.) | ENPPI Club                  | 2 – 0      | 0 – 2      |

### Play-offronde
In de play-offronde speelden de acht winnaars van de tweede ronde, plus acht teams die werden uitgeschakeld in de tweede ronde van de CAF Champions League, voor acht plaatsen in de groepsfase. De wedstrijden werden gespeeld op 6-8 mei (heen) en op 17-18 mei (terug).
| Team 1                   | Tot.      | Team 2                      | 1e wedstr. | 2e wedstr. |
| ------------------------ | --------- | --------------------------- | ---------- | ---------- |
| MO Béjaïa                | 1 – 1 (u) | Espérance Sportive de Tunis | 0 – 0      | 1 – 1      |
| Stade Malien             | 0 – 4     | Fath Union Sport            | 0 – 0      | 0 – 4      |
| Étoile Sportive du Sahel | 2 – 1     | CF Mounana                  | 2 – 0      | 0 – 1      |
| TP Mazembe               | 2 – 2 (u) | Stade Gabésien              | 1 – 0      | 1 – 2      |
| Al-Ahli SC               | 1 – 1 (u) | Misr El-Makasa              | 0 – 0      | 1 – 1      |
| Al-Merreikh SC           | 1 – 2     | Kawkab ACM                  | 1 – 0      | 0 – 2      |
| Young Africans SC        | 2 – 1     | GD Sagrada Esperança        | 2 – 0      | 0 – 1      |
| Mamelodi Sundowns FC     | 3 – 3 (u) | Medeama SC                  | 3 – 1      | 0 – 2      |

## Groepsfase
In de groepsfase speelden de acht winnaars van de tweede ronde in twee groepen van vier clubs een minicompetitie. De groepswinnaars en de nummers twee kwalificeerden zich voor de halve finale. De wedstrijden werden tussen 17 juni en 24 augustus gespeeld.
Indien meerdere clubs gelijk eindigden, werd er gekeken naar het onderlinge resultaat (eerst kijkt men naar de onderling behaalde punten en dan naar het onderlinge doelsaldo, gemaakte doelpunten en gemaakte uitdoelpunten). Was er dan nog een gelijke stand, dan waren het doelsaldo, de gemaakte doelpunten en de gemaakte uitdoelpunten de volgende criteria. Stonden er nu nog steeds clubs gelijk, dan zou er worden geloot.

### Groep A
| Datum   | Team              | Score | Team              |
| ------- | ----------------- | ----- | ----------------- |
| 19 jun. | TP Mazembe        | 3 – 1 | Medeama SC        |
| 19 jun. | MO Béjaïa         | 1 – 0 | Young Africans SC |
| 28 jun. | Young Africans SC | 0 – 1 | TP Mazembe        |
| 29 jun. | Medeama SC        | 0 – 0 | MO Béjaïa         |
| 15 jul. | Young Africans SC | 1 – 1 | Medeama SC        |
| 17 jul. | MO Béjaïa         | 0 – 0 | TP Mazembe        |
| 26 jul. | Medeama SC        | 3 – 1 | Young Africans SC |
| 27 jul. | TP Mazembe        | 1 – 0 | MO Béjaïa         |
| 13 aug. | Young Africans SC | 1 – 0 | MO Béjaïa         |
| 14 aug. | Medeama SC        | 3 – 2 | TP Mazembe        |
| 23 aug. | TP Mazembe        | 3 – 1 | Young Africans SC |
| 23 aug. | MO Béjaïa         | 1 – 0 | Medeama SC        |

| Nr. | Club              | Wedstrijden | Wedstrijden | Wedstrijden | Wedstrijden | Doelpunten | Doelpunten | Doelpunten | Punten |
| --- | ----------------- | ----------- | ----------- | ----------- | ----------- | ---------- | ---------- | ---------- | ------ |
| Nr. | Club              | G           | W           | G           | V           | V          | T          | Saldo      | Punten |
| 1   | TP Mazembe        | 6           | 4           | 1           | 1           | 10         | 5          | +5         | 13     |
| 2   | MO Béjaïa         | 6           | 2           | 2           | 2           | 2          | 2          | 0          | 8      |
| 3   | Medeama SC        | 6           | 2           | 2           | 2           | 8          | 8          | 0          | 8      |
| 4   | Young Africans SC | 6           | 1           | 1           | 4           | 4          | 9          | –5         | 4      |

### Groep B
| Datum   | Team                     | Score | Team                     |
| ------- | ------------------------ | ----- | ------------------------ |
| 17 jun. | Kawkab ACM               | 2 – 1 | Étoile Sportive du Sahel |
| 19 jun. | Fath Union Sport         | 1 – 0 | Al-Ahli SC               |
| 28 jun. | Al-Ahli SC               | 1 – 2 | Kawkab ACM               |
| 29 jun. | Étoile Sportive du Sahel | 1 – 1 | Fath Union Sport         |
| 15 jul. | Kawkab ACM               | 1 – 3 | Fath Union Sport         |
| 16 jul. | Étoile Sportive du Sahel | 3 – 0 | Al-Ahli SC               |
| 26 jul. | Al-Ahli SC               | 0 – 1 | Étoile Sportive du Sahel |
| 27 jul. | Fath Union Sport         | 3 – 1 | Kawkab ACM               |
| 12 aug. | Al-Ahli SC               | 1 – 1 | Fath Union Sport         |
| 13 aug. | Étoile Sportive du Sahel | 3 – 1 | Kawkab ACM               |
| 23 aug. | Fath Union Sport         | 0 – 0 | Étoile Sportive du Sahel |
| 24 aug. | Kawkab ACM               | 2 – 2 | Al-Ahli SC               |

| Nr. | Club                     | Wedstrijden | Wedstrijden | Wedstrijden | Wedstrijden | Doelpunten | Doelpunten | Doelpunten | Punten |
| --- | ------------------------ | ----------- | ----------- | ----------- | ----------- | ---------- | ---------- | ---------- | ------ |
| Nr. | Club                     | G           | W           | G           | V           | V          | T          | Saldo      | Punten |
| 1   | Fath Union Sport         | 6           | 3           | 3           | 0           | 9          | 4          | +5         | 12     |
| 2   | Étoile Sportive du Sahel | 6           | 3           | 2           | 1           | 9          | 4          | +5         | 11     |
| 3   | Kawkab ACM               | 6           | 2           | 1           | 3           | 9          | 13         | –4         | 7      |
| 4   | Al-Ahli SC               | 6           | 0           | 2           | 4           | 4          | 10         | –5         | 2      |

## Knock-outfase
In de halve finale speelden de groepswinnaars tegen de nummer twee van de andere groep. In beide wedstrijden speelde de groepswinnaar de tweede wedstrijd thuis. In de finale speelden de twee winnende halvefinalisten tegen elkaar. Welke club in welke wedstrijd thuis speede, werd direct na de loting van de groepsfase geloot.
De winnaar van elke wedstrijd was de ploeg die over twee wedstrijden het meeste doelpunten had gemaakt. Als beide teams evenveel doelpunten hadden gemaakt, dan ging de uitdoelpuntenregel in werking. Eindigden beide wedstrijden in dezelfde uitslag, dan werden er direct strafschoppen genomen (er was dus geen verlenging).

### Halve finales
De wedstrijden werden gespeeld op 16-18 september (heenwedstrijd) en 23-25 september (terugwedstrijd)
| Team 1                   | Tot.      | Team 2           | 1e wedstr. | 2e wedstr. |
| ------------------------ | --------- | ---------------- | ---------- | ---------- |
| Étoile Sportive du Sahel | 1 – 1 (u) | TP Mazembe       | 1 – 1      | 0 – 0      |
| MO Béjaïa                | 1 – 1 (u) | Fath Union Sport | 0 – 0      | 1 – 1      |

### Finale
|                               |           |       |            |                                                                     |
| 29 oktober 2016 20:30 (UTC+1) | MO Béjaïa | 1 – 1 | TP Mazembe | Stade Mustapha Tchaker, Blida Scheidsrechter: Bernard Camille (SEY) |
| 29 oktober 2016 20:30 (UTC+1) |           |       |            | Stade Mustapha Tchaker, Blida Scheidsrechter: Bernard Camille (SEY) |

|                               |            |       |           |                                                                    |
| 6 november 2016 15:30 (UTC+2) | TP Mazembe | 4 – 1 | MO Béjaïa | Stade TP Mazembe, Lubumbashi Scheidsrechter: Malang Diedhiou (SEN) |
| 6 november 2016 15:30 (UTC+2) |            |       |           | Stade TP Mazembe, Lubumbashi Scheidsrechter: Malang Diedhiou (SEN) |

TP Mazembe won met 5 – 2 over twee wedstrijden.
| CAF Confederation Cup 2016 |
| -------------------------- |
| TP Mazembe 1e titel        |